# پرواز مزاحم
پرواز مزاحم (انگلیسی: Flight of the Intruder) یک فیلم جنگی آمریکایی محصول سال ۱۹۹۱ به کارگردانی جان میلیوس با بازی دنی گلاور، ویلم دفو و برد جانسون است. که بر اساس رمان به همین نام توسط خلبان سابق گرومن ای-۶ اینترودر استفان کونتس ساخته شده‌است. این فیلم پس از اکران نظرات منفی را دریافت کرد. 

## داستان فیلم
سروان جیک گرافتن (جانسن)، خلبان نیروی دریائی آمریکا پس از مرگ مورگان مکفرسن (ریچ)، هم پروازش، بر اثر مأموریتی بد برنامه‌ریزی شده، بر روی یک ناو هواپیمابر مستقر شده‌است. ̎گرافتن که به وضعیت نظامی فعلی بدبین شده، معتقد است که اگر بر جای سیاستمدارها، ادارهٔ جنگ را به دست سربازان بسپارند، پیروزی، قریب‌الوقوع و قطعی خواهد بود. ورجیل کول (دافو)، خلبانی بسیار با اعتماد به نفس نیز با او هم عقیده است. این دو به اتفاق، یک بمب‌افکن ۶ـA معروف به «مزاحم» را به پرواز درمی‌آورند تا در مأموریتی غیرمجاز، هانوی را بمباران کنند…

## بازیگران
- دنی گلاور
- ویلم دفو
- برد جانسون
- رزانا آرکت درنقش کاللی تروی
- تام سایزمور درنقش «بوکسمن»
- جی. کنت کمپبل درنقش «گاوچران» پارکر
- جارد چندلر به عنوان جک «تیغ» بارلو
- دن فلارک
- مدیسون میسون
- وینگ ریمز
- کریستوفر ریچ به عنوان مورگان «مورگ» مک فرسون
- داگلاس رابرتز به عنوان «گفی»
- جان کوربت
- اسکات استیونس
- جاستین ویلیامز درنقش سامی لوندین[۲][۳][۴]

## گیشه
این فیلم در نخستین هفته آخر هفته اول اکران خود در ۱۴۸۹ سالن سینما ۵٬۷۲۵٬۱۳۳ دلار فروش بدست آورد و این فیلم به چهارمین فیلم محبوب آمریکا تبدیل شد. فروش نهایی آمریکایی ۱۴٬۵۸۷٬۷۳۲ دلار بود که نتوانست بودجه ۳۰ میلیون دلاری خود را جبران کند.